# Mircea Dragoș Biji
Mircea Dragoș Biji (n. 10 ianuarie 1913, Viișoara, Cluj – d. 3 martie 1992, București) a fost un statistician român, membru corespondent al Academiei Române.

## Decorații
- Ordinul Muncii clasa a III-a (30 decembrie 1957) „cu ocazia celei de a zecea aniversări a proclamării Republicii Populare Romîne și pentru merite deosebite în îndeplinirea sarcinilor date de Partidul Muncitoresc Romîn, pentru merite deosebite pe tărîmul construcției de stat, economice, sociale, culturale și obștești”[1]
- Ordinul „Steaua Republicii Populare Romîne” clasa a II-a (24 ianuarie 1963) „pentru merite deosebite în opera de construire a socialismului, cu prilejul împlinirii a 50 de ani de la naștere”[2]
- Ordinul Muncii clasa a II-a (18 august 1964) „pentru merite deosebite în opera de construire a socialismului, cu prilejul celei de a XX-a aniversări a eliberării patriei”[3]